# Pouteria guianensis
Pouteria guianensis là một loài thực vật có hoa trong họ Hồng xiêm. Loài này được Aubl. miêu tả khoa học đầu tiên năm 1775.